# Ягве (семітське божество)

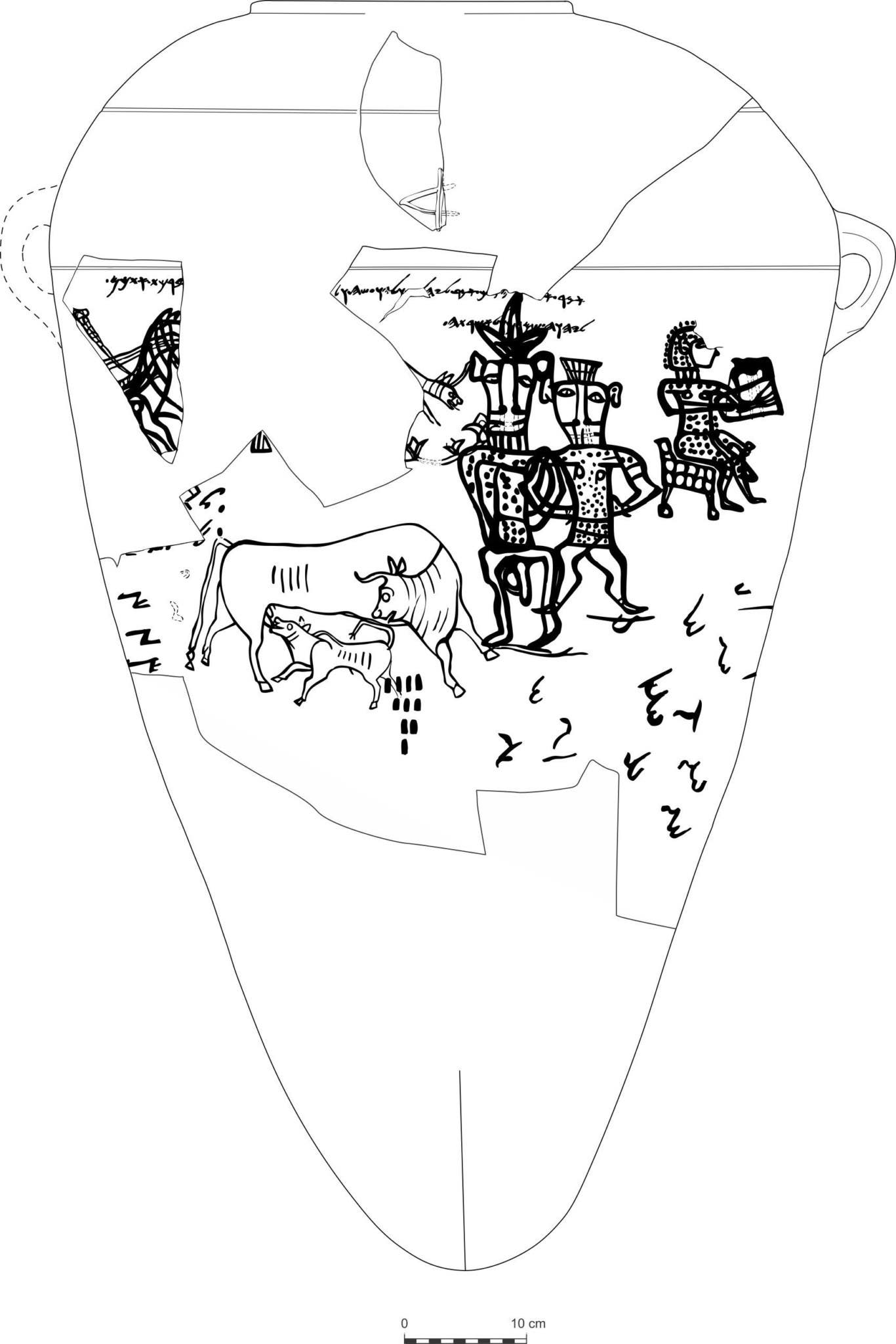
Малюнок на уламку піфоса, знайденого в Кунтілет Аджруді, з підписом «Ягве та його Ашера»

Ягве чи Яхве (фінік. , івр. יהוה, дав.-гр. Ἰευώ), семітський бог прісних вод. Значення імені — «першосущий». Син Еля, відомий своєю перемогою в двобої з Ямму — богом морських вод (популярним, втім, є й ототожнення Ягве з Ямму, опонентом якого в угаритських міфах виступає Баал (Баал-Хаддад)).
Існує також версія про те, що Ягве також був богом ливарства, або ж ремесла загалом. Е.Церен вбачав в Ягве ще й риси «місячного» божества, проте зазвичай функції бога Місяця в західних семітів виконував інший представник пантеону — Єрих (чиє ім'я означає ''Місяць'').

Примітки
1. ↑  Євсевій Кесарійський. Приготування до Євангелія. I, 9, 24
2. ↑   O.Eissfeldt. Jahwe, der Gott der Vâter. ThLZ, 88 (1963), с.481-490
3. ↑  В.Гладкий. Древний мир. Энциклопедический словарь. Том.1. Донецк, 1996. с.296
4. ↑  Див. наприклад Lilinah biti-´Anat, The Myth of Baal, «Baal Battles Yahm» (1997)
5. ↑  N. Amzallag. Yahweh, the Canaanite God of Metallurgy? JSOT 33.4 (2009), с.387-404
6. ↑  Erich Zehren. Der gehenkte gott: zur Archäologie der Kultur.F.A. Herbig Verlagsbuchhandlung (Walter Kahnert), 1959. с.304